# 异石蛾属
异石蛾属（学名：Heterobathmia）是鱗翅目中的一属，也是异石蛾亚目、异石蛾总科、异石蛾科的唯一一属。这种原始的、日行性的、有金属光泽的蛾分布于南美洲南部，成虫以南青冈科作为蜜源植物，幼虫则以其树叶为食。大部分已知物种尚未得到确切描述。

## 下属物种
本属包括以下物种：
- Heterobathmia diffusa Kristensen & Nielsen, 1979
- Heterobathmia megadecella
- Heterobathmia nielsenella
- Heterobathmia pseuderiocrania Kristensen & Nielsen, 1979